# Шибли, Зигфрид
Зигфрид Шибли (нем. Sigfried Schibli; род. 19 марта 1951, Базель) — швейцарский музыковед и музыкальный журналист.
Изучал музыковедение, философию и германистику в Базеле и Франкфурте-на-Майне. В 1984 г. защитил докторскую диссертацию о музыке Александра Скрябина (издана как монография: нем. Alexander Skrjabin und seine Musik, 1983). С 1972 г. публиковался в базельских газетах как музыкальный критик, с 1978 г. печатался во Frankfurter Allgemeine Zeitung. В 1985—1992 гг. соредактор «Новой музыкальной газеты». С 1988 г. музыкальный критик, затем также заместитель заведующего отделом культуры в газете Basler Zeitung.
Составитель и ответственный редактор справочника «Музыкальный Базель» (нем. Musikstadt Basel. Das Basler Musikleben im 20. Jahrhundert; 1999) и сборника материалов о современном швейцарском композиторе Юрге Виттенбахе. Опубликовал также книгу «Франц Лист. Роли, костюмы, превращения» (нем. Franz Liszt. Rollen, Kostüme, Verwandlungen; 1986) и книгу о музыкальном творчестве Теодора Адорно (нем. Der Komponist Theodor W. Adorno; 1988).